# Orquestra Filarmônica de Malta

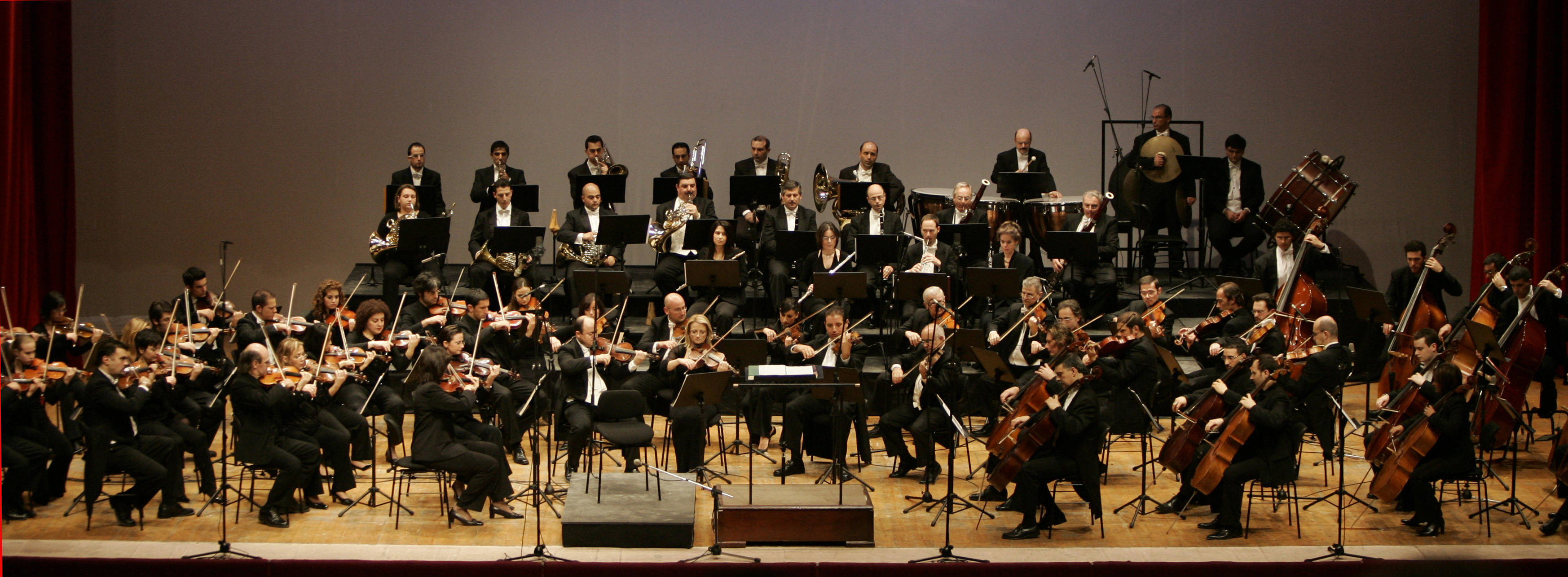
Malta Philharmonic Orchestra

A Orquestra Filarmónica (português europeu) ou Filarmônica (português brasileiro) de Malta (em maltês:  Orkestra Filarmonika Nazzjonali, em inglês:  Malta Philharmonic Orchestra) é a orquestra sinfônica nacional de Malta. A orquestra foi fundada em 1968. O atual diretor musical da orquestra é Michael Laus. Laus sucedeu ao maestro Joseph Sammut, que permaneceu na orquestra entre 1968 e 1992.
Os solistas que já apresentaram-se com a orquestra incluem: Cecilia Gasdia, Ghena Dimitrova, Miriam Gauci, Joseph Calleja, Andrea Bocelli, José Carreras, Kate Aldrich, Daniela Dessi e Lydia Caruana.